# Confine tra Sudafrica e Zimbabwe
Il confine tra il Sudafrica e lo Zimbabwe ha una lunghezza di 230 km e va dal triplice confine con il Botswana a ovest fino al triplice confine con il Mozambico a est.

## Descrizione
Il confine segue la linea mediana del fiume Limpopo per l'intero percorso; esso rappresenta quindi il limite naturale tra i due paesi. Il tracciato di 230 km si estende tra le confluenze del Limpopo con il fiume Shashe sul triplice confine con il Botswana a ovest, e con il Luvuvhu sul triplice confine con il Mozambico a est.
Il confine separa l'intera provincia sudafricana del Limpopo dalle due province zimbabwesi del Matabeleland Meridionale e di Masvingo.

## Storia

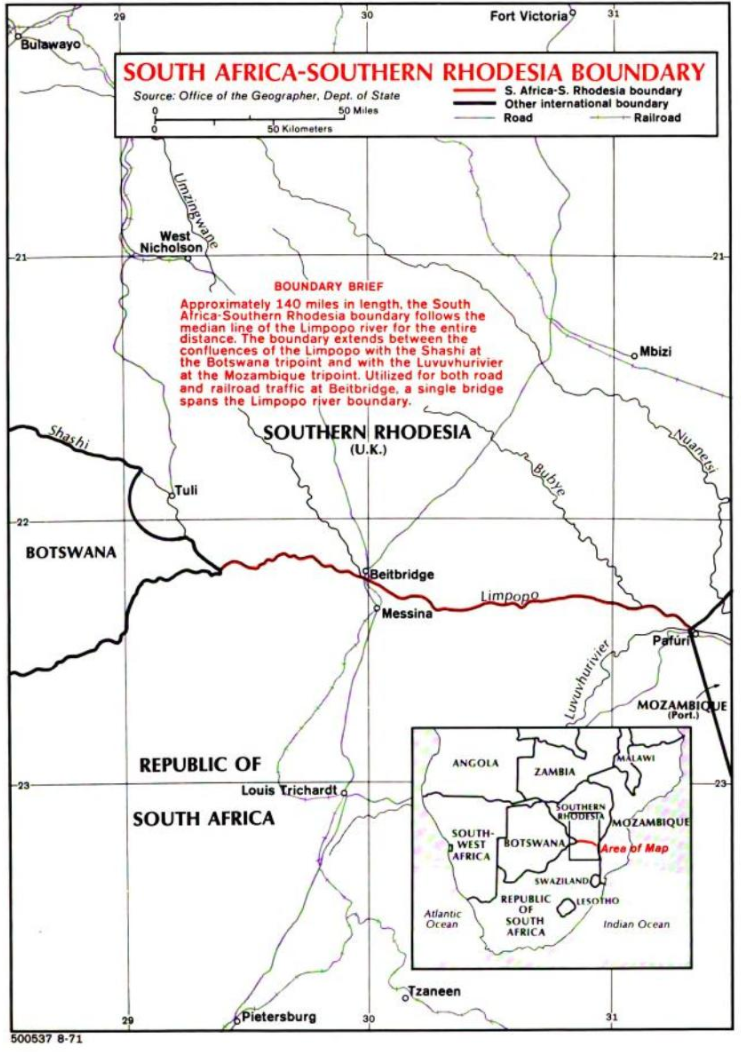
Mappa del confine tra Sudafrica e Zimbabwe

La provincia del Capo di Buona Speranza, nell'attuale Sudafrica, fu ceduta dagli olandesi al Regno Unito nel 1814 e, a partire dal 1836, i contadini boeri migrarono verso nord in un movimento che divenne noto come il Grande Trek. Lo stato boero del Transvaal (talora chiamato anche Repubblica Sudafricana) fu istituito nel 1858 e riconosciuto dal Regno Unito. Il Regno Unito annesse la repubblica nel 1877. L'autogoverno, soggetto all'autorità britannica, fu ripristinato dalla Convenzione di Pretoria del 1881, ma il nome dell'entità fu cambiato in Stato del Transvaal.
Nel 1888 il magnate britannico Cecil Rhodes ottenne una concessione mineraria da un capo locale dell'area e nello stesso anno l'odierno Zimbabwe, corrispondente alla Rhodesia Meridionale, entrò sotto la sfera d'influenza britannica. L'anno successivo Rhodes ricevette, con un decreto reale (royal charter) per la British South Africa Company, il permesso di operare in un'area vagamente definita a sud dello Zambesi. 
Il fiume Limpopo fu stabilito come confine tra gli odierni territori di Sudafrica e Zimbabwe dalla convenzione di Pretoria, conclusa tra il Regno Unito e il Transvaal il 3 agosto 1881. Venne allo stesso modo stabilito il triplice confine con il Mozambico alla confluenza tra il Limpopo e il fiume Luvuvhu, che riguardava all'epoca il confine tra il Metabeleland (compreso nella Rhodesia meridionale) e il Transvaal. Lo stesso confine del Limpopo fu poi confermato dalla convenzione di Londra del 1884. Il triplice confine con il Botswana (chiamato Bechuanaland) fu stabilito dall'ordine del Consiglio della Rhodesia meridionale nel 1898 alla confluenza tra il Limpopo e il fiume Shashe.
Durante la guerra anglo-boera del 1899-1902, il Regno Unito annesse la Repubblica sudafricana come colonia, ma nel 1907 l'autogoverno interno fu esteso alla colonia. Il 31 maggio 1910, l'Unione del Sud Africa divenne un dominio britannico costituito dalle province di Capo di Buona Speranza, Natal, Stato Libero dell'Orange e Transvaal. Nel 1931 l'Unione ottenne lo status di stato sovrano.
In uno scambio di note dell'11 novembre 1957 e dell'11 marzo 1958 tra l'Alto Commissario britannico per la Federazione della Rhodesia e del Nyasaland e il Segretario per gli affari esteri dell'Unione del Sudafrica, fu convenuto che il confine veniva posto sulla linea mediana del Limpopo.
Nel 1961, a seguito di un referendum, il Sudafrica divenne una repubblica. Nel 1965 la Rhodesia meridionale dichiarò unilateralmente l'indipendenza dal Regno Unito. Nel 1980 la Rhodesia del Sud assunse il nome odierno di Zimbabwe e la sua indipendenza fu riconosciuta a livello internazionale.

## Attraversamenti del confine
C'è un unico collegamento a Beitbridge, dove l'autostrada N1 sudafricana e l'autostrada A6 dello Zimbabwe sono unite dall'Alfred Beit Bridge. Un ponte separato è percorso dalla linea ferroviaria che collega la città di Pretoria, in Sudafrica, a Rutenga e Bulawayo nello Zimbabwe.

## Ecosistemi
Il parco transfrontaliero del Grande Limpopo collega il parco nazionale di Gonarezhou (Zimbabwe), il parco nazionale Kruger (Sudafrica) e il parco nazionale del Limpopo (Mozambico).